# Groupe de NGC 1060
Le groupe de NGC 1060 comprend au moins six galaxies situées dans la constellation du Triangle. La distance moyenne entre ce groupe et la Voie lactée est d'environ 72,5 Mpc (∼236 millions d'al).

## Membres
Le tableau ci-dessous liste les six galaxies du groupe indiquées dans l'article de A.M. Garcia paru en 1993. 
| Nom      | Class.  | Type                     | α (J2000.0)   | δ (J2000.0) | Vitesse radiale (km/s) | m               | Distance (Mpc) | Diamètre (kal) |
| -------- | ------- | ------------------------ | ------------- | ----------- | ---------------------- | --------------- | -------------- | -------------- |
| NGC 1060 | S0^-?   | Lenticulaire             | 02h 43m 15.0s | 32° 25′ 30″ | 5081 ± 13              | 11,8            | 71,8 ± 5,0     | 196            |
| IC 1823  | SB(r)c  | Spirale barrée           | 02h 38m 37.0s | 32° 04′ 11″ | 5189 ± 7               | 13,5            | 73,3 ± 5,1     | 163            |
| UGC 2174 | SAB(s)c | Spirale intermédiaire    | 02h 42m 05.8s | 32° 22′ 44″ | 5121 ± 3               | 13,91           | 71,6 ± 5,0     | 164            |
| UGC 2182 | Im      | Irrégulière magellanique | 02h 42m 49.6s | 32° 41′ 08″ | 5258 ± 4               | 13,307 ± 0,015a | 73,5 ± 5,1     | 101            |
| UGC 2222 | Sab     | Spirale                  | 02h 45m 09.7s | 32° 59′ 23″ | 5051 ± 25              | 14,15           | 71,4 ± 5,0     | 83             |
| UGC 2225 | SB?     | Spirale barrée           | 02h 45m 13.5s | 32° 58′ 41″ | 5074 ± 51              | 13,98           | 71,8 ± 5,6     | 73             |

- aDans le proche infrarouge.

Le site DeepskyLog permet de trouver aisément les constellations des galaxies mentionnées dans ce tableau ou si elles ne s'y trouvent pas, l'outil du site constellation permet de le faire à l'aide des coordonnées de la galaxie. Sauf indication contraire, les données proviennent du site NASA/IPAC.